# Урожайное (Луганская область)
Урожайное (укр. Урожайне) — посёлок, относится к Антрацитовскому району Луганской области Украины. Де факто — с 2014 года населённый пункт контролируется самопровозглашённой Луганской Народной Республикой.

## География
Соседние населённые пункты: посёлки Грушёвое на западе, Тамара на востоке, село Артёма и посёлки Давыдовка на северо-западе, Красный Кут на юго-западе, Софиевский на юго-востоке, города Петровское на севере, Вахрушево на юге.

## История
В 1946 г. Указом ПВС УССР колония Александровка переименована в посёлок Александровка.

## Общие сведения
Занимает площадь 0,225 км². Почтовый индекс — 94556. Телефонный код — 6431. Код КОАТУУ — 4420355903.

## Население
Население по переписи 2001 года составляло 15 человек.

## Местный совет
94653, Луганская обл., Антрацитовский р-н, пгт. Красный Кут, ул. 2-я Советская, 20